# Man rejser sig fra bordet
Man rejser sig fra bordet eller Aftenselskab hos Familien Moresco er et gruppeportræt malet af Laurits Tuxen i 1906. Det er uklart, hvem der har givet maleriet de to forskellige titler.
Maleriet blev udført som gave til fabrikant Jacob Heinrich Moresco 
og viser et stort aftenselskab. Moresco fik maleriet i anledning af firmaet J. Moresco A/S's 50-årsjubilæum den 16. april 1906. Selskabet foregik i hans villa Adelaïde, Ordrupvej 119 i Ordrup. Forlægget var et sort/hvidt foto taget nogen tid inden jubilæet. Villaen var opkaldt efter hans mor, og hele ejendommen blev 1943 købt af Gentofte Kommune, der udlagde haven til Ordrup Park. Villaen blev revet ned i maj 1968, men Morescosvej minder stadig om familiens bopæl.
Adskillige af samtidens spidser deltog og er portrætteret på billedet, der måler mere end to meter i bredden. Bl.a. ses ministrene P.A. Alberti og Enevold Sørensen, tidligere minister Carl Goos, overpræsident Valdemar Oldenburg, borgmester Hans Nicolai Hansen, generalmajor Theodor Freiesleben, generalløjtnant Fritz Hegermann-Lindencrone, oberst N.P. Jensen, højesteretssagfører Charles Shaw og overretssagfører Johannes Werner, præst H.M. Fenger, journalist Edgar Collin, hofjuveler Carl Michelsen, grosserer Moses Melchior og fabrikanterne Christian Hasselbalch, Holger Petersen og Emil Vett.
Frederiksborgmuseet havde tidligt kig på billedet, som fortsat var i privat eje efter Morescos død 29. oktober 1906, og i 1991 nedlagde Kulturværdiudvalget forbud mod, at billedet kunne forlade Danmark. Det år blev maleriet 23. april solgt på Bruun Rasmussen Kunstauktioner for 480.000 kr. i hammerslag; på det tidspunkt den højeste pris opnået for et maleri af Tuxen.
Det blev atter solgt hos Kunsthallen den 15. november 1995 for blot 250.000 kr. Ifølge Kunstnyt.dk blev det købt af en kendt forretningsmand fra Kolding, Chr. Houe, som senere er død. Men inden udførte han billedet ulovligt og sendte det til Sotheby's i New York. Det solgtes i 1997 i New York for 548.000 kr. I dag ejes det af samleren John Oden, som har udtalt, at han ikke har til hensigt at sælge billedet foreløbigt. På grund af forældelsesfristen kan billedet formentlig ikke returnere til Danmark ad juridisk vej, kun ad frivillighedens vej, eller hvis det skulle komme til salg igen. Kammeradvokaten har konkluderet, at der ikke er grundlag for at søge billedet udleveret, idet køberen var i god tro ved auktionen i New York.
En række malede forarbejder til maleriet findes i danske samlinger, bl.a. en skitse af Enevold Sørensen på Kolding Rådhus (købt af kommunen 1920) og en skitse af Charles Shaw på Skagens Museum. Der findes desuden skitser til Morescos og Johannes Werners portrætter. Endvidere findes skitse til portræt af oberst N.P.Jensen - forgrundsfiguren til højre i billedet med venstre hånd i lommen. Billedet gik i arv til hans døtre, som testamenterede det til et barnebarn af N.P.Jensen, Jørgen Volmer Jensen. Denne havde bopæl i Sydafrika, og billedet er nu rimeligvis hos dennes svigerdatter eller barnebarn. Adressen ubekendt.

## Personerne på billedet
1. Valdemar Oldenburg (1834-1918), overpræsident
2. Hans Nicolai Hansen (1835-1910), politiker
3. Carl Goos (1935-1917), politiker
4. J.L.R. Koefoed (1832-1913), statsrådssekretær
5. (Muligvis) Herman Boalth (1834-1920), premierløjtnant
6. Sophus Bauditz (1850-1915), forfatter
7. Hans Mathias Fenger (1850-1930), provst
8. William Bloch (1845-1926), teaterinstruktør
9. F.A. Lorck (1841-1914), vekselerer
10. Harald Dietrichson (1851-1930), højesteretssagfører
11. Emil Vett (1843-1911), forretningsmand
12. Peter Adler Alberti (1851-1932), politiker
13. Christian Hasselbalch  (1851-1925), forretningsmand
14. Else Moresco
15. Friedrich Løvenfeldt (1841-1913), oberst
16. A.F. Wedell-Wedellsborg (?-?), oberst
17. Charles Shaw (1845-1918), højesteretssagfører
18. Theodor Neubert (1855-1911), fabrikant
19. Emmerich Müller (?-?), direktør
20. Emil Hjort (1843-1924), grosserer
21. Carl Michelsen (1853-1921), kongelig hofjuveler
22. Johannes Werner (1866-1934), overretssagfører
23. Carl Moresco (1863-1940), direktør
24. Ada Moresco
25. H.P. Holst Hansen (?-?), sanger
26. Marius Lauritzen (1864-1949), læge, dr.med.
27. N. Schnitger, disponent
28. Johannes Birch, disponent
29. Jacob Heinrich Moresco (1829-1906), fabrikant
30. Theodor Freiesleben (1825-1906), generalmajor
31. N.P. Jensen (1830-1918), oberst
32. Marie Warelius
33. P.V. Petersen, grosserer
34. Andreas Kjelsen, disoonent
35. F. Moresco
36. Wilhelm Lauritzen, læge, dr.med.
37. Benny Henriques (1829-1912), grosserer
38. Fritz Hegermann-Lindencrone (1840-1938), generalmajor
39. Moses Melchior (1825-1912), grosserer
40. Johan Jacob Moresco (1900-1981), Carl Morescos søn
41. Ruth Moresco
42. V.F. Kofoed, kontreadmiral
43. Holger Petersen (1843-1917), forretningsmand og politiker
44. Enevold Sørensen (1850-1920), avisredaktør og politiker
45. Edgar Collin (1836-1906), journalist